# Вадатурський Андрій Олексійович
Андрій Олексійович Вадатурський (нар. 11 квітня 1973, с. Трикратне, Вознесенський район, Миколаївська область) — український підприємець, громадський діяч і політик, народний депутат України VIII скликання, генеральний директор ТОВ СП «Нібулон».

## Освіта
- Український державний морський технічний університет, інженер-електрик, 1996 р.
- Економічний факультет Лондонської школи економіки і політики, магістр наук з економіки, 1997—2000 рр.[2]

## Кар'єра в бізнесі
У 1997—2000 — менеджер комерційного відділу компанії «Нібулон» (суміщав роботу з навчанням у британській школі).
У 2001—2003 — начальник торгового відділу компанії «Нібулон».
З 2003 по 2014 — заступник генерального директора з торгівлі компанії «Нібулон».
У 2014—2019 — народний депутат України VIII скликання.
З 2019 — голова Наглядової ради компанії «Нібулон».
З 2022 — генеральний директор компанії «Нібулон».

## Політична діяльність
25 вересня 2014 року на установчому з'їзді партійної організації перед позачерговими парламентськими виборами очолив Миколаївську територіальну організацію партії «Блок Петра Порошенка». Очолював партійний список на виборах 2014 року до Миколаївської обласної ради.
На парламентських виборах 2014 здобув перемогу у виборчому округу № 130 Миколаївська область з результатом 26 539 голосів виборців, що становило 43,75 %.
У червні 2016 року вийшов із політичної партії «Блок Петра Порошенка» за власним бажанням.
У Верховній Раді України VIII скликання — член депутатської фракції партії «Блок Петра Порошенка», член Комітету Верховної Ради України з питань аграрної політики та земельних відносин.
Відвідуваність пленарних засідань Андрієм Вадатурським становила 82 %, присутність на засіданнях комітету — 86 %, присутність під час голосувань на пленарних засіданнях — 94 %.
Андрій Вадатурський посів 1 місце серед народних депутатів VIII скликання в рейтингу аналітичного порталу «Слово і діло», виконавши всі 45 наданих публічно обіцянок виборцям.
За 4 з половиною роки каденції опрацював 4 426 звернень громадян, провів 344 зустрічі з виборцями на мажоритарному окрузі № 130, залучив на реалізацію соціально-економічних проектів понад 200 млн грн.
У червні 2016-го року Андрій Вадатурський публічно заявив про вихід із політичної партії “Блок Петра Порошенка”. Про вихід за власним бажанням. Бо ж “не згоден був із політикою на місцях”… Проблеми рідної Миколаївщини для нього виявилися важливіші, аніж конкретна партія.

## Законотворча діяльність
За час каденції як народний депутат подав 54 запити, долучився до розробки та зареєстрував 120 законопроєктів, 17 із яких стали чинними актами.
Ініціював створення Дорожнього фонду, запровадження автоматичного вагового контролю на дорогах і контролю якості дорожніх робіт, виступав за відродження внутрішніх водних шляхів України, розвиток українського судноплавства та суднобудування.
Був ініціатором законодавчих спрощень щодо гуртової торгівлі крафтового вина (виготовленого з власного виноматеріалу), спрямованих на розвиток українського крафтового виноробства.

## Фінансування мистецьких проєктів
2016 року вперше організував художній пленер на Кінбурнській косі, в якому взяли участь провідні українські художники. Картини були представлені громадськості на художній виставці «Кінбурн — любов моя» 25 листопада 2016 року в Миколаївському обласному художньому музеї імені В. В. Верещагіна.
Продовженням проєкту став художній пленер 2017 року, під час якого художники з Миколаєва, Києва та Запоріжжя творили свої роботи на чотирьох промислових підприємствах області: Південноукраїнській АЕС, Морському торговельному порту, Миколаївському глиноземному заводі та Миколаївському суднобудівному заводі). Вже в грудні 2017 року 15 картин із пленеру були представлені на виставці «Миколаїв Арт-Пром», присвяченій популяризації Миколаєва як сучасного промислового міста.
Навесні того ж року Андрій Вадатурський ініціював та організував Миколаївський мистецький пленер «Золотий Буг», результатом якого стала виставка «Найкраще місто у світі». В роботах дев'яти талановитих художників з різних куточків України відображено чарівну красу та велич міста корабелів, його особливу атмосферу.
Восени 2018 року в Миколаєві відкрилась виставка «Золотий Буг 2018», присвячена Дню міста. На ній були представлені понад 90 картин, створених дванадцятьма українськими художниками під час мистецького пленеру, який відбувався у травні. Мета проєкту — популяризація Миколаєва як сучасного промислового українського міста, що розвивається в різних галузях.
Навесні 2018 року Андрій Вадатурський долучився до організації Миколаївського напівмарафону «Твій час перемоги», в якому особисто взяв участь.

## Особисте життя
Володіє українською, російською та англійською мовами.

### Родина
Батько Вадатурський Олексій Опанасович (1947—2022) — засновник ТОВ СП «Нібулон», Герой України.
Мати Вадатурська Раїса Михайлівна (1949—2022).
Одружений, має трьох дітей.

## Нагороди та відзнаки
У 2008 році відзначений званням «Городянин року» в номінації «Підприємництво».
У 2009 році удостоєний звання «Городянин року» Загальноміської програми «Людина року. Городянин року» Миколаєва в номінації «Благодійність».
У 2009 році став членом Міжнародної асоціації діючих мукомолів (IAOM). Асоціація вже понад 100 років об'єднує великі компанії понад 70 країн світу.
У 2009 році відзначений званням «Заслужений працівник сільського господарства України» згідно з указом президента України Віктора Ющенка.
У 2012 році журнал «Фокус» зачислив бізнесмена до списку 20 найуспішніших аграріїв України, де він разом із батьком-компаньйоном Олексієм Вадатурським посів дванадцяте місце (земельний банк — 80 000 га).
У 2021 році до відзначення 30-ї річниці незалежності України Міністерство аграрної політики та продовольства опублікувало список 53 видатних аграріїв України, куди ввійшов і Андрій Вадатурський.